# Пір (іслам)

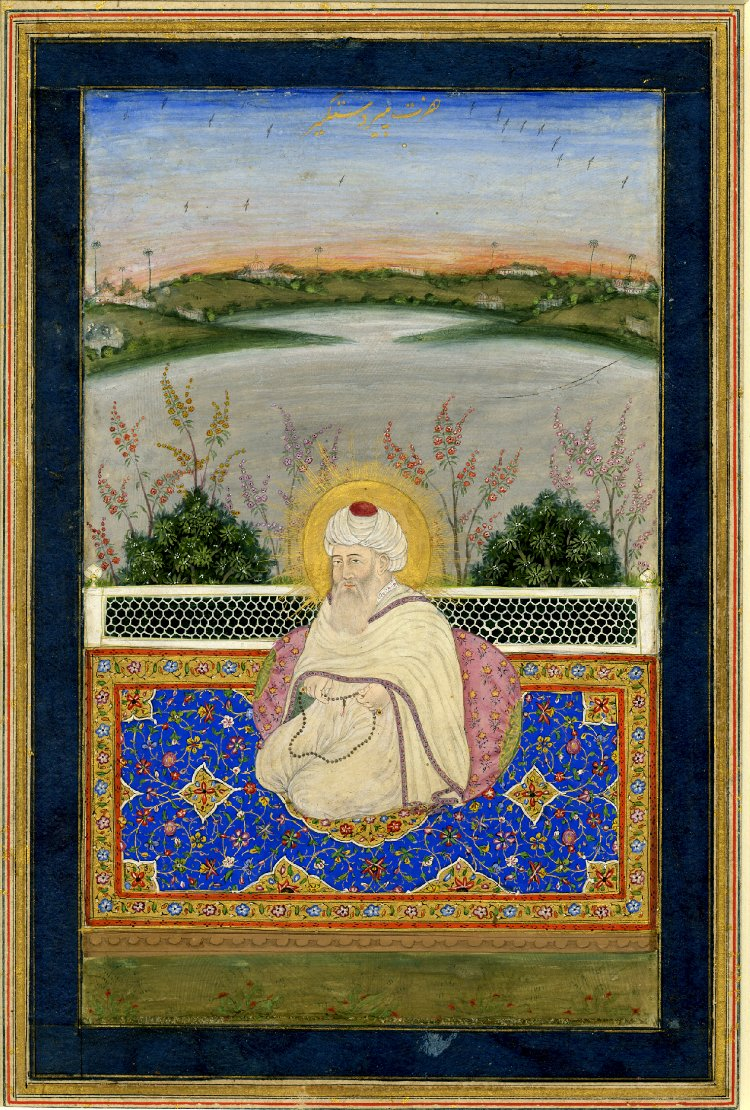

Пір (перс. پیر — «старець») — у суфізмі керівник тариката (братства), святий, а також могила, де поховано піра.

## Суфізм
У суфізмі піром називають керівника суфіїв. Ця назва поширена в Ірані, Індії, на Кавказі і т. д. Піром також називають могилу (мавзолей), в якій похований пір (святий).

## Список відомих єзидських пірів
- Шейх Аді (нар. близько 1073) — засновник єзидизму, деякі дослідники схильні вважати Шейха Аді його реформатором.
- Пір Хаджі (XIX століття) — єзидський мученик з роду Пір Барі.
- Пір Хаджиалі — єзидський святий. Основоположник одного з родів пірів, які є однією з гілок роду Пір Барі.